# Park Narodowy Wodospadu Murchisona
Park Narodowy Wodospadu Murchisona (ang. Murchison Falls National Park) – park narodowy położony w Ugandzie. Został założony w 1952 roku. Powierzchnia 3839 km². Zajmuje tereny falistej i pagórkowatej równiny ciągnącej się wzdłuż Nilu Wiktorii. W centralnej części znajdują się malownicze kaskady – Wodospad Murchisona o wysokości 43 metrów. Obszar ten pokryty jest roślinnością sawannową i kolczastym buszem, nad rzeką dominują lasy galeriowe. Występuje tu bogactwo świata zwierzęcego: słonie, żyrafy, bawoły, liczne gatunki antylop, a z drapieżników lwy i lamparty. W pobliżu rzeki spotyka się krokodyle oraz ptactwo wodne. Park stanowi ostoję dla nosorożca zwyczajnego i białego.